# Ramsès-Paitnetjer
Pour l’article homonyme, voir Ramsès.
Ramsès-Paitnetjer (ou Ramessou-Paitnetjer), prince d'Égypte, est l'un des plus jeunes fils de Ramsès II. Il figure au 40e rang.
Il est connu grâce à un ostracon au musée du Caire. Il apparaît avoir mené une existence discrète, n'occupant aucun poste clé.